# 펨토셀
펨토셀(영어: Femtocell)은 가정이나 소규모 사무실을 위한 초소형, 저전력의 이동통신 기지국이다. 데이터 트래픽 분산 및 음영지역 해소의 목적으로 사용된다. 더 널리 퍼져있는 용어는 소규모 셀(small cell)이며 펨토셀이 여기에 포함된다. AP(femto AccessPoint)라고도 한다.
커버리지는 셀 반경 10m 정도이다.

## 같이 보기
- 5세대 이동 통신